# Žijící skanzen
Žijící skanzen je muzeum lidových staveb v Jindřichovicích pod Smrkem ve Frýdlantském výběžku na severu Libereckého kraje České republiky. Provozuje ho spolek Lunaria. Otevřen byl v sobotu 16. května 2009 slavností, během níž se uskutečnila jak komentovaná prohlídka, tak také hudební či divadelní vystoupení. Součástí skanzenu je podstávkový dům. V jeho interiéru, v původní hospodářské části, je umístěno muzeum mapující historii obce i zdejšího regionu Frýdlantsko. Vedle toho expozice prezentuje historické zemědělské stroje a pomůcky, jako je třeba tkalcovský stav, a dále například kuchyňské náčiní. Současně je možné zhlédnout vybavenou kovářskou a truhlářskou dílnu. Celkově expozice přibližuje zdejší životní styl během 18. a 19. století. V areálu muzea je také jediný funkční a veřejně přístupný větrný mlýn na území České republiky, uvnitř kterého je připravena expozice o všech ostatních mlýnech tohoto druhu na území republiky.
U skanzenu začíná dvanáctikilometrová naučná stezka nazvaná Okolím Jindřichovic za výšinami ideálů a do údolí duše, která je vhodná jak pro pěší, tak také pro cyklisty. Jihozápadně od vstupu do skanzenu je situována železniční zastávka pojmenovaná Jindřichovice pod Smrkem-Skanzen.